# Pterotaea denticularia
Pterotaea denticularia là một loài bướm đêm trong họ Geometridae.